# SVT Nyheter Blekinge
SVT Nyheter Blekinge (tidigare Blekingenytt) är Sveriges Televisions regionala nyhetsprogram för Blekinge län.

## Historia
Blekinge ingick tidigare i  SVT:s "södra distrikt" med bas i Malmö. Därför fick Blekinge regionala nyheter från Malmö i programmet Sydnytt. Sydnytt hade också en lokalredaktion i Karlskrona.
År 2008 utökades antalet upplagor av SVT:s regionala huvudsändning på kvällen och en särskild upplaga kallad Blekingenytt började sända en gång varje vardagskväll. Övriga regionala sändningar var fortfarande Sydnytt.
Efter en större omorganisering av SVT:s lokala nyhetsverksamhet blev Blekinge län en egen nyhetsregion inom SVT med namnet SVT Nyheter Blekinge. Det nya programmet började sända den 13 april 2015. Inför starten hade Mattias Christiansson rekryterats som ny chef för SVT:s nyheter i Blekinge.

## Programledare
- Maria Pettersson
- Ivan Loftrup-Ericson
- Niklas Sobieski
- Edina Hrustic
- Jenny Lindeborg
- Sarah Sidibé